# FAW Car
FAW Car ist ein Hersteller von Automobilen aus der Volksrepublik China.

## Unternehmensgeschichte
Das Unternehmen wurde 1997 gegründet. Nach eigenen Angaben war es am 10. Juni 1997. Der Sitz ist in Changchun. Es gehört zu China FAW Group.
Früher war es an der Börse Shenzhen notiert. Am 5. Januar 2012 wurde berichtet, dass das Unternehmen von der Börse entfernt wird.

## Fahrzeuge
Das Unternehmen stellt unter anderem Fahrzeuge der Marke Hongqi her. Für die Zeit ab Januar 2003 sind auch Mazda überliefert.